# 杉山一雄
杉山 一雄（すぎやま かずお、1946年7月22日 - ）は、関西テレビ放送元アナウンサーおよび元アナウンス部付嘱託契約（専属状態）のエグゼクティブアナウンサー。帝塚山大学文学部、宝塚大学造形芸術学部非常勤講師。

## 来歴・人物
詳細は基礎情報を参照。東海大学文学部広報学科卒業後の1969年8月に、「祭原」（当時存在していた酒問屋）の営業部員だった桑原征平と共に、中途採用扱いで関西テレビ放送へ入社した。中途採用であったのは、大学からの卒業後も、アナウンサーになることを目標に就職活動を続けていたことによる。
関西テレビへの入社後は、1984年から『エンドレスナイト』（キー局・フジテレビの『オールナイトフジ』に対抗すべく制作された生放送の深夜番組）にレギュラーで出演。苗字の「杉山」にタレント・映画評論家の「おすぎ」を重ねた「お杉」というニックネームや、スヌーピーに似た顔立ちで親しまれた。ちなみに、この番組では、新卒採用組の同期生に当たる上沼真平（上沼恵美子の夫）や千草宗一郎（後の社長）がプロデューサーを担当。杉山自身は、番組の最終期に、局内での肩書が「副部長待遇」であることを明かしている。
『エンドレスナイト』以外には、主婦向けの料理番組や、『奥さまリビング』（平日午前の情報番組）のアシスタントを担当。『ハイ!土曜日です』（全国ネットの情報番組）や、『アタック600』（平日夕方の関西ローカルニュース）では中継リポーターを務めた。
1998年の人事異動で秘書室に配属されたが、2001年の異動でアナウンス部に復帰。アナウンス部長を務めるかたわら、『月刊カンテレ批評』に出演したほか、『KTVニュース』（定時ニュース）を担当することもあった。
2006年の誕生日で関西テレビの定年（60歳）へ達したため、同年7月31日付で退職したが、定年を機に同局との間で5年間の嘱託契約を締結。2011年の契約期間満了まで、「関西テレビアナウンサー」として、『KTVニュース』やナレーションなどを担当した。また、同期の桑原が定年退職を機にフリーアナウンサーへ転身したことを受けて、2006年10月以降は桑原から『京都!ちゃちゃちゃっ』（KBS京都テレビと当時存在していた関西テレビ☆京都チャンネルによる共同制作番組）水曜分の司会を引き継いでいた。ちなみに、担当初回の放送に際しては、『エンドレスナイト』の司会だったばんばひろふみをゲストに指名している。
2011年7月の地上波アナログ放送終了（デジタル完全移行）が関西テレビとの嘱託契約の満了と重なったことを機に、アナウンサーとしての活動を終了する意向を表明。以降は、大学の非常勤講師や市民朗読教室の講師として活動している。
2017年1月の時点では、大阪府池田市に在住。帝塚山大学文学部や宝塚大学造形芸術学部の非常勤講師として、コミュニケーション論、アナウンス・ディスクジョッキー演習、日本語概論などの講座を担当している。

## 出演番組
過去に出演したのも含む。

### 関西テレビ
- KTVニュースほかショートニュース全般（嘱託契約時代の主な仕事）
- アタック600
- ハイ!土曜日です
- 奥さまリビング
- エンドレスナイト（第1期から番組終了まで）
- 月刊8チャンネル→月刊カンテレ批評
月1回放送で、放送が無い他の週は「てれび博物館 それってホント!?」（東海テレビ）が放送されていた。
- 光速脳天!ベタキング
- ひらけ!GOMA王国 ナレーター
- KTV映画劇場 ナビゲーター

ほか

### 関西テレビ☆京都チャンネル
- 京都!ちゃちゃちゃっ　水曜日担当
- 鉄道オヤジの行き当たりバッ旅